# پرواز کردن پروانه
«پرواز کردن پروانه» تک‌آهنگی از هنرمند اهل ایالات متحده آمریکا مایلی سایرس به همراهی بیلی ری سایروس است، که برای فیلم هانا مونتانا ساخته شده است.